# Chaetoria
Chaetoria là một chi ruồi trong họ Tachinidae.

## Các loài
- Chaetoria aurifrons (Bezzi, 1926)[2]
- Chaetoria micronyx Mesnil, 1971[6]
- Chaetoria setibasis (Malloch, 1930)[4]
- Chaetoria spinicosta (Thomson, 1869)[7]
- Chaetoria stylata Becker, 1908[1]